# Karol Gustaw Polityński
Karol Gustaw Polityński (ur. ok. 1870, zm. po 1944) – polski malarz i konserwator malarstwa, zamieszkały we Lwowie.
Studiował w latach 1887– 1893 w krakowskiej Szkole Sztuk Pięknych u Władysława Łuszczkiewicza. Kontynuował studia w Akademii Sztuk Pięknych w Monachium. W roku 1898 zamieszkał we Lwowie. Zajmował się pracami malarskimi i konserwacją malarstwa w kościołach we Lwowie i na terenie Galicji, m.in. w Żółkwi, Tarnopolu, Szczercu i Leżajsku. W roku 1923 zamieszkał w Tarnobrzegu. Od roku 1929 posiadał pracownię malarską we Lwowie przy ulicy Łyczakowskiej. 
Zajmował się też projektami scenografii dla lwowskich teatrów: Miejskiego i Nowego, oraz teatru letniego w Okocimiu.